# Christina av Bolsena
Christina av Bolsena, född och död under 200-talet, var en kristen jungfru som led martyrdöden i Bolsena i Lazio i Italien.

## Biografi
Inte mycket är dokumenterat från Christinas liv. Vissa versioner av legenden placerar henne i Tyros, Fenicien, i dagens Libanon; andra fynd tyder på Bolsena, en antik stad i Italien, nära en etruskisk plats kallad Volsinium, med katakomber i vilka arkeologer har funnit ruinerna av en tidig kristen kyrka och graven av en kvinnlig martyr. Inskriptionerna funna på platsen bekräftar att denna martyr hade ett namn likt Christina och att den lokala församlingen vördade henne som helgon vid 300-talets slut. Vissa bevis ges av en mosaik från 500-talet i Sant'Apollinare Nuovo i Ravenna, som innefattar bland andra jungfrur ett helgon vid namn Christina, iförd en martyrkrona.